# Giuseppe Martelli (architetto)
Giuseppe Martelli (Firenze, 15 gennaio 1792 – Firenze, 30 marzo 1876) è stato un architetto italiano.

## Biografia
Figlio di Lorenzo Martelli, ingegnere degli ospedali di Firenze, studiò all'Accademia di belle arti, dove ebbe contatti con Gaspare Paoletti e Giuseppe Cacialli.
Fu collaboratore di Luigi de Cambray Digny, che gli affidò la direzione di molti suoi progetti, come quello del teatro Metastasio di Prato, della Loggia Reale di Firenze e della chiesa di Santa Maria Assunta a Montecatini Terme.
I primi progetti (le prigioni e un tempio segnato da forti stilemi neoegizi) riflettono l'influenza del Cambray Digny e dell'architettura rivoluzionaria, da cui Martelli, comunque, si allontanerà progressivamente.
Intraprese diversi viaggi all'estero; a Parigi conseguì i diplomi in geometria descrittiva, meccanica, idraulica e architettura militare all'École polytechnique.
Nel 1817, sotto la guida del Cambray Digny, entrò a far parte dello scrittoio delle Regie Fabbriche, l'organo a cui era affidato il compito di presiedere la costruzione di edifici pubblici e la custodia dei monumenti statali. Tra il 1828 e il 1849 rivestì la carica di "architetto"; nel 1860 fu nominato "sotto direttore" della sezione delle Fabbriche della direzione generale dei Lavori di acque e strade e delle fabbriche civili di Stato.
Tra i suoi primi incarichi si ricorda la sistemazione iniziale del giardino della villa Puccini di Scornio, a Pistoia, dove progettò il tempietto pitagorico.
Per circa un decennio, a partire dal 1822, fu impegnato nella trasformazione in educandato femminile dell'ex monastero della Santissima Concezione, in via della Scala.
Su incarico del Cambray Digny si dedicò al progetto per una fontana situata nella piazza della Collegiata di Sant'Andrea a Empoli, con sculture di Luigi Pampaloni. Seguì poi i lavori alla villa di Poggio Imperiale, al giardino di Boboli e le operazioni di bonifica in varie zone del Granducato di Toscana; fu coinvolto nella progettazione della ferrovia Leopolda tra Firenze e Livorno.

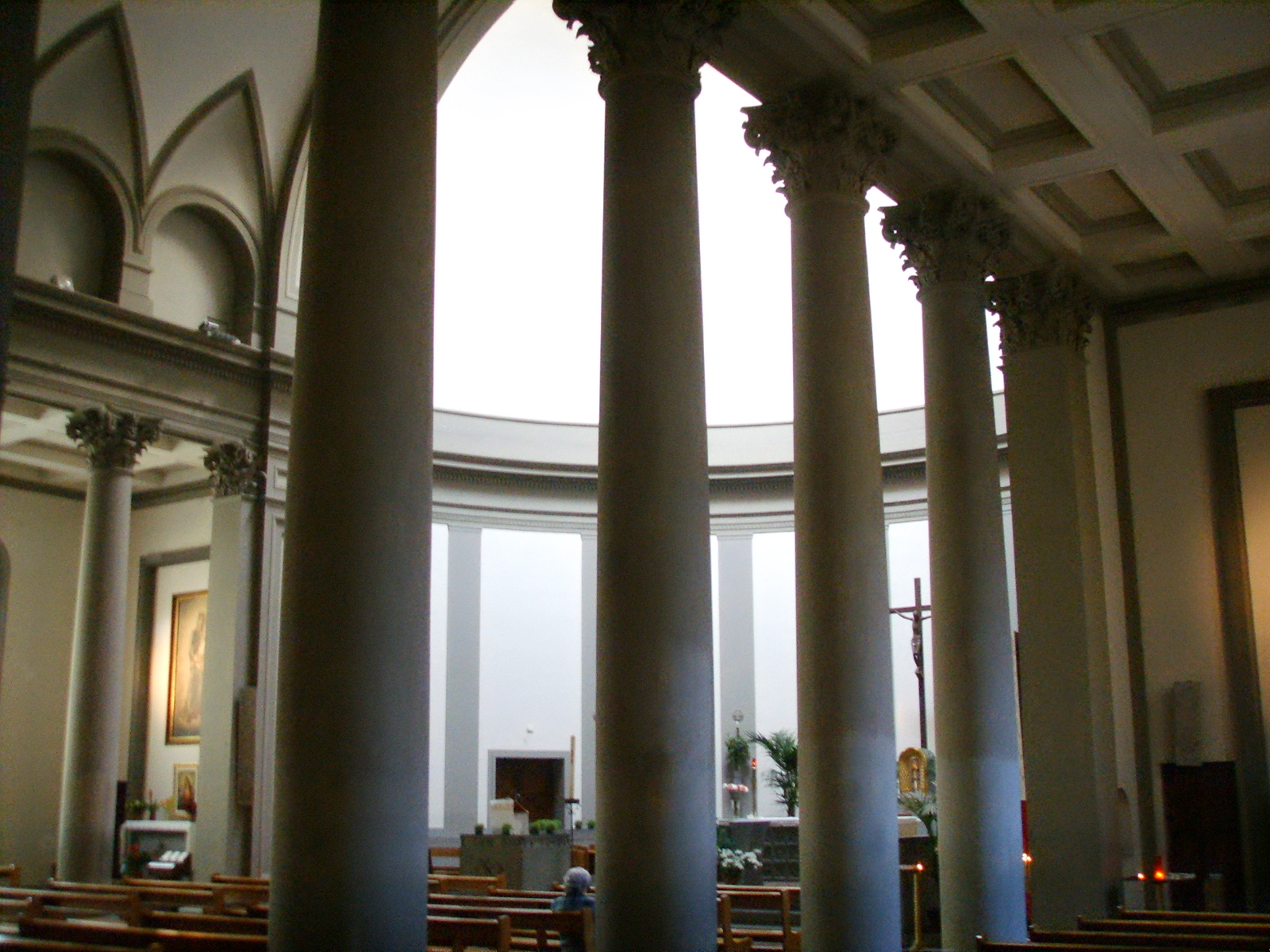
Interno della chiesa di Nostra Signora del Sacro Cuore, Firenze

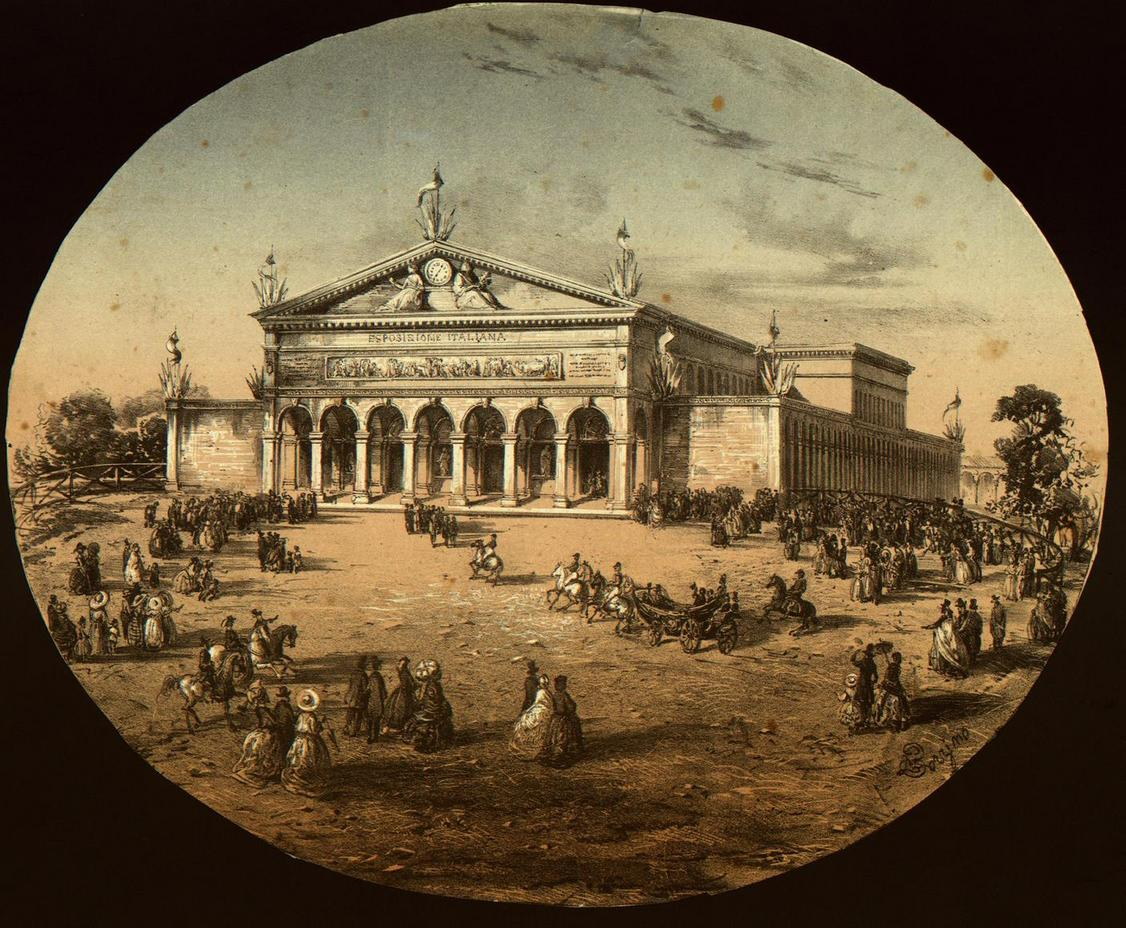
La Leopolda riadattata per l'Esposizione Nazionale del 1861

Lavorò alla ristrutturazione di diversi antichi edifici fiorentini, tra i quali si ricordano il palazzo Fenzi (cornicione e interni) e la trasformazione in albergo del palazzo Bartolini Salimbeni-Lenzoni, mentre come vicepresidente della commissione conservatrice, tra il 1861 e il 1866 seguì i restauri e le trasformazioni dei più importanti monumenti di Firenze.
Si ricordano i lavori alla cappella dei Principi (spicchi della cupola e restauri dell'esterno); intervenne nell'Ospedale di Santa Maria Nuova, ampliò il Museo di storia naturale e progettò la Tribuna di Galileo, in stile neoclassico (1841); restaurò Palazzo Vecchio, consolidando le fondazioni della torre di Arnolfo, curando il ripristino delle facciate, e realizzando l'aula dei senatori (1848); restaurò palazzo Medici Riccardi (1837-41), il palazzo della Crocetta, la Villa medicea di Castello (1834-37) e villa La Petraia (1837); riedificò secondo il canone neoclassico la chiesa di Nostra Signora del Sacro Cuore (1863).
Nel 1861 ricevette l'incarico di organizzare gli spazi destinati a ospitare la prima Esposizione Nazionale, all'interno della Stazione Leopolda, in cui si avverte un ripiego verso gli elementi di matrice neorinascimentale.
Tra i progetti non realizzati si ricorda quello per il Palazzo Pretorio di Pisa (a cui fu preferito quello di Alessandro Gherardesca) e il nuovo mercato di Livorno.
Nel corso della sua carriera ottenne numerosi riconoscimenti e fu autore di diverse pubblicazioni. 
Fu sepolto nel cimitero dei Pinti della Misericordia di Firenze. Alla sua morte lasciò in eredità circa 800 volumi alla biblioteca dell'Accademia Fiorentina.